# Сенахтенра

Сенахтенра — фараон Древнего Египта, правивший приблизительно в 1559—1558 годах до н. э. Представитель XVII династии (Второй переходный период).

## Правление

### Упоминание в источниках
Проблема с правлением Сенахтенра состоит в том, что вплоть до последнего времени не было известно ни одного современного ему артефакта, в котором бы упоминалось его имя; оно упоминалось исключительно в более поздних источниках Нового царства. Имя царя Сенахтенра названо в Карнакском царском списке между именами Небухеперра (Иниотефа VII) и Секененра (Таа II), а значит, он считался предком царя XVIII династии Тутмоса III, прародители которого перечислены в этом источнике. Оно снова встречается в другом перечне царских предков на жертвеннике XIX династии, который хранится в Марсельском музее; здесь оно непосредственно предшествует именам Секененра и Уаджхеперра (Камоса). Третье упоминание этого имени, по невнимательности записанного как Сехентиенра, сохранилось в гробнице Хабехнета в Дейр-эль-Медине, где оно сопровождает имена Секененра (на этот раз, Таа II Доблесного) и его преемников. Правда, здесь оно помещено после Камоса, но перед Яхмосом. Объяснить это довольно сложно, но вероятность того, что этот царь правил после Камоса, крайне мала. Таким образом, уже раньше считалось, что хотя памятники, относящиеся к правлению Сенахтенра, отсутствовали, существование этого царя и его место среди правителей XVII династии были достаточно надёжно установлены.
Он, как полагают, являлся родоначальником царского дома, который, в конечном счёте, добился успеха в борьбе с игом гиксосов. Это именно его считают мужем царицы Тетишери, матери Секененра и, возможно, Камоса, а также, бабки Яхмоса I — трёх фараонов, которые играли основную роль в войне против оккупации Египта войсками гиксосов.
Часто приписываемое Сенахтенра личное имя Таа (Таа I Старший) основано на неверном истолковании папируса Эббота, рассказывающего об осмотре царских гробниц в конце Нового царства, в связи с участившимся их разграблением. В данном тексте сообщается об обследовании «гробницы царя Секененра, сына бога солнца Таа», а также «гробницы царя Секененра, сына бога солнца Таа-аа, второго царя Таа». Делалось предположение, что проверяющие могли неправильно прочитать тронное имя первого из этих двух правителей, назвав его Секененра вместо Сенахтенра. Якобы обоих царей звали Таа, а тронные имена незначительно отличаются друг от друга. В нём фактически упоминается или повторный осмотр гробницы Таа Секененра (Таа II Младший) или осмотр второй усыпальницы этого фараона, а не осмотр могилы Таа Сенахтенра.
Ситуация полностью изменилась в марте 2012 года, когда французский египтолог Себастьян Бистон-Мулен из CFEETK (Centre Franco-Égyptien d'Etude des Temples de Karnak) опубликовал иероглифические надписи, обнаруженные на большом дверном косяке из известняка XVII династии, построенном для зернохранилища храма Амона в Карнаке. Косяк несёт полное царское имя Сенахтенра из которого становится известно, что его личным именем было Яхмос. Это то же имя, что и у его внука, Небпехтира Яхмоса I, который основал XVIII династию, победив гиксосов и изгнав их из Египта. Надписи на двери указывают на то, что она была построена по приказу самого Сенахтенра. Впоследствии дверь была использована повторно и обнаружена в фундаменте более позднего здания, примыкающего к храму Птаха в Карнаке. Королевский титул Сенахтенра, как видно из двери, — «Хор Меримаат, царь Верхнего и Нижнего Египта Сенахтенра, сын Ра Яхмос». Надпись на повторно использованной двери продолжает утверждать, что Сенахтенре «сделал памятник своему отцу Амону-Ра (то есть саму дверь) … из прекрасного белого камня Ану». Ану — современная Тура, расположенный недалеко от Каира, что может означать, что Сенахтенра привозил известняк из подконтрольного гиксосам района Тура в Нижнем Египте. Однако Бистон-Мулен предупреждает, что «красивый белый камень Ану» иногда использовался как общий термин для камней, которые на самом деле были взяты из местных карьеров. 

### Имена Сенахтенра
Его тронным именем было Сенахтенра, «Добивающийся силы бога солнца». Ранее считалось, что его личным именем, следовавшее после эпитета «сын Ра», было Таа, которое можно перевести как «Великий жертвенного хлеба».
| nswt&bity |

| nswt&bity |

| N5 · O34 | N35 · M3 | Aa1 · X1 · D40 · N35 |

| N5 · O34 | N35 · M3 | Aa1 · X1 · D40 · N35 |

| N5 · O34 | N35 · M3 | Aa1 · X1 · D40 · N35 |

| N5 · O34 | N35 · M3 | Aa1 · X1 · D40 · N35 |

| N5 · O34 | N35 · M3 | Aa1 · X1 · D40 · N35 |

| N5 · O34 | N35 · M3 | Aa1 · X1 · D40 · N35 |

| N5 · O34 | N35 · M3 | Aa1 · X1 · D40 · N35 |

| N5 · O34 | N35 · M3 | Aa1 · X1 · D40 · N35 |

| N5 | O34 · M3 · Aa1 · X1 | D40 · N35 |

| N5 | O34 · M3 · Aa1 · X1 | D40 · N35 |

| N5 | O34 · M3 · Aa1 · X1 | D40 · N35 |

| N5 | O34 · M3 · Aa1 · X1 | D40 · N35 |

| N5 | O34 · M3 · Aa1 · X1 | D40 · N35 |

| N5 | O34 · M3 · Aa1 · X1 | D40 · N35 |

| N5 | O34 · M3 · Aa1 · X1 | D40 · N35 |

| N5 | O34 · M3 · Aa1 · X1 | D40 · N35 |

| N5 · O34 | ? | N35 |

| N5 · O34 | ? | N35 |

| N5 · O34 | ? | N35 |

| N5 · O34 | ? | N35 |

| N5 · O34 | ? | N35 |

| N5 · O34 | ? | N35 |

| N5 · O34 | ? | N35 |

| N5 · O34 | ? | N35 |

| G39 | N5 |

| G39 | N5 |

| V10A | X1 · X2 | N17 · Z2 | O29 · Y1 | O29 · Y1 | G7 | V11A |

| V10A | X1 · X2 | N17 · Z2 | O29 · Y1 | O29 · Y1 | G7 | V11A |